# Javier Burrai
Javier Nicolás Burrai (Buenos Aires, 9 ottobre 1990) è un calciatore argentino naturalizzato ecuadoriano, portiere del Talleres (C) e della nazionale ecuadoriana.

## Biografia
Originario della Sardegna, il bisnonno Michele Burrai era di Bitti, emigrato in Argentina ai primi del 1900. Nel 2023 ha ottenuto la cittadinanza ecuadoriana.

## Carriera

### Club
Ha giocato nella prima divisione ecuadoriana ed in quella argentina.

### Nazionale
Dopo esserne diventato cittadino, nel novembre 2023 viene convocato per la prima volta dall'Ecuador. Il 24 marzo 2024 esordisce con la selezione ecuadoriana nell'amichevole persa 2-0 contro l'Italia.

## Statistiche

### Presenze e reti nei club
Statistiche aggiornate al 19 marzo 2025.
| Stagione               | Squadra                | Campionato             | Campionato | Campionato | Coppa nazionale | Coppa nazionale | Coppa nazionale | Coppe continentali | Coppe continentali | Coppe continentali | Altre coppe | Altre coppe | Altre coppe | Totale | Totale |
| Stagione               | Squadra                | Comp                   | Pres       | Reti       | Comp            | Pres            | Reti            | Comp               | Pres               | Reti               | Comp        | Pres        | Reti        | Pres   | Reti   |
| ---------------------- | ---------------------- | ---------------------- | ---------- | ---------- | --------------- | --------------- | --------------- | ------------------ | ------------------ | ------------------ | ----------- | ----------- | ----------- | ------ | ------ |
| 2010-2011              | Arsenal Sarandí        | PD                     | 0          | 0          | -               | -               | -               | -                  | -                  | -                  | -           | -           | -           | 0      | 0      |
| 2011-2012              | Arsenal Sarandí        | PD                     | 0          | 0          | CA              | 0               | 0               | -                  | -                  | -                  | -           | -           | -           | 0      | 0      |
| 2012-2013              | Arsenal Sarandí        | PD                     | 0          | 0          | CA              | 0               | 0               | CL                 | 0                  | 0                  | -           | -           | -           | 0      | 0      |
| Totale Arsenal Sarandí | Totale Arsenal Sarandí | Totale Arsenal Sarandí | 0          | 0          |                 | 0               | 0               |                    | 0                  | 0                  |             | -           | -           | 0      | 0      |
| 2014                   | Guillermo Brown        | TFA                    | 6          | -3         | CA              | 1               | 0               | -                  | -                  | -                  | -           | -           | -           | 7      | -3     |
| 2015                   | Guillermo Brown        | PBN                    | 43         | -51        | CA              | 0               | 0               | -                  | -                  | -                  | -           | -           | -           | 43     | -51    |
| Totale Guillermo Brown | Totale Guillermo Brown | Totale Guillermo Brown | 49         | -54        |                 | 1               | 0               |                    | -                  | -                  |             | -           | -           | 50     | -54    |
| 2016                   | Sarmiento (J)          | PD                     | 0          | 0          | CA              | 0               | 0               | -                  | -                  | -                  | -           | -           | -           | 0      | 0      |
| 2016-2017              | Sarmiento (J)          | PD                     | 6          | -18        | CA              | 1               | 0               | -                  | -                  | -                  | -           | -           | -           | 7      | -18    |
| Totale Sarmiento (J)   | Totale Sarmiento (J)   | Totale Sarmiento (J)   | 6          | -18        |                 | 1               | 0               |                    | -                  | -                  |             | -           | -           | 7      | -18    |
| 2017-2018              | Gimnasia (J)           | PBN                    | 24         | -11        | CA              | 0               | 0               | -                  | -                  | -                  | -           | -           | -           | 24     | -11    |
| lug.-dic. 2018         | Macará                 | A                      | 23         | -26        | -               | -               | -               | -                  | -                  | -                  | -           | -           | -           | 23     | -26    |
| 2019                   | Macará                 | A                      | 25         | -16        | CE              | 3               | -4              | CS                 | 4                  | -4                 | -           | -           | -           | 32     | -24    |
| Totale Macará          | Totale Macará          | Totale Macará          | 48         | -42        |                 | 3               | -4              |                    | 4                  | -4                 |             | -           | -           | 55     | -50    |
| 2020                   | Barcelona SC           | A                      | 30         | -18        | -               | -               | -               | CL                 | 9                  | -7                 | -           | -           | -           | 39     | -25    |
| 2021                   | Barcelona SC           | A                      | 30         | -33        | -               | -               | -               | CL                 | 12                 | -12                | SE          | 2           | -1          | 44     | -46    |
| 2022                   | Barcelona SC           | A                      | 30         | -30        | CE              | 0               | 0               | CL+CS              | 6+6                | -1 + -8            | -           | -           | -           | 42     | -39    |
| 2023                   | Barcelona SC           | A                      | 22         | -22        | -               | -               | -               | CL+CS              | 3+2                | -5 + -5            | -           | -           | -           | 27     | -32    |
| 2024                   | Barcelona SC           | A                      | 22         | -22        | CE              | 1               | -2              | CL+CS              | 6+2                | -9 + -4            | -           | -           | -           | 31     | -37    |
| Totale Barcelona SC    | Totale Barcelona SC    | Totale Barcelona SC    | 134        | -125       |                 | 1               | -2              |                    | 46                 | -51                |             | 2           | -1          | 183    | -179   |
| 2025                   | Talleres (C)           | PD                     | 0          | 0          | CA              | 1               | -3              | CL                 | 0                  | 0                  | SI          | 0           | 0           | 1      | -3     |
| Totale carriera        | Totale carriera        | Totale carriera        | 261        | -250       |                 | 7               | -9              |                    | 50                 | -55                |             | 2           | -1          | 320    | -315   |

### Cronologia presenze e reti in nazionale
| Cronologia completa delle presenze e delle reti in nazionale ― Ecuador | Cronologia completa delle presenze e delle reti in nazionale ― Ecuador | Cronologia completa delle presenze e delle reti in nazionale ― Ecuador | Cronologia completa delle presenze e delle reti in nazionale ― Ecuador | Cronologia completa delle presenze e delle reti in nazionale ― Ecuador | Cronologia completa delle presenze e delle reti in nazionale ― Ecuador | Cronologia completa delle presenze e delle reti in nazionale ― Ecuador | Cronologia completa delle presenze e delle reti in nazionale ― Ecuador |
| Data                                                                   | Città                                                                  | In casa                                                                | Risultato                                                              | Ospiti                                                                 | Competizione                                                           | Reti                                                                   | Note                                                                   |
| ---------------------------------------------------------------------- | ---------------------------------------------------------------------- | ---------------------------------------------------------------------- | ---------------------------------------------------------------------- | ---------------------------------------------------------------------- | ---------------------------------------------------------------------- | ---------------------------------------------------------------------- | ---------------------------------------------------------------------- |
| 24-3-2024                                                              | Harrison                                                               | Ecuador                                                                | 0 – 2                                                                  | Italia                                                                 | Amichevole                                                             | -2                                                                     |                                                                        |
| Totale                                                                 |                                                                        | Presenze                                                               | 1                                                                      |                                                                        | Reti                                                                   | -2                                                                     |                                                                        |

## Palmarès

### Club

#### Competizioni nazionali
- Campionato argentino: 1

Arsenal Sarandí: Clausura 2012
- Supercopa Argentina: 1

Arsenal Sarandí: 2012
- Campionato ecuadoriano: 1

Barcelona SC: 2020
- Supercopa Internacional: 1

Talleres (C): 2023